# Crioceris afghana
Crioceris afghana es un coleóptero de la familia Chrysomelidae. Fue descrita científicamente en 1978 por Medvedev.